# Forever 1 (chanson de Girls' Generation)
Albums de Girls' Generation
Holiday Night
Singles de Girls' Generation
All Night
(2017)
Forever 1 est une chanson chantée par le groupe sud-coréen Girls' Generation pour leur 7e album studio Forever 1. La chanson a été publiée en ligne le 5 août 2022 par SM Entertainment.

## Contexte
Le 17 mai 2022, la SM Entertainment annonce que le groupe reviendra pour leur quinzième anniversaire en août, mettant fin à leur hiatus de cinq ans . Le 4 juillet, la membre du groupe Sooyoung précise lors d'une émission de la chaîne tvN "Take Care of Me This Week" que le groupe publiera leur septième album. Fin juillet, la SM Entertainment annonce que l'album s'intitulera Forever 1, et possèdera dix pistes, dont le titre-phare a été produit par Kenzie, qui avait également travaillé avec le groupe pour leurs singles Into The New World en 2007, Oh! en 2010 et All Night en 2017.

## Composition
Forever 1 a été écrit, composé et arrangé par Kenzie, avec Ylva Dimberg pour la composition, et Moonshine pour l'arrangement. La piste est décrite comme étant une chanson du genre dance-pop avec une mélodie "énergétique", une atmosphère excitant comme les festivals, ainsi qu'une ambiance rafraichissant pour l'été, avec des paroles décrivant l'amour éternel pour les personnes précieuses qui donnent de la force constamment et n'importe quand.

## Clip vidéo
Le clip vidéo a été réalisé sous la direction de Shin Hee-won, et a été publié en même temps que la chanson par la SM Entertainment le 5 août 2022. Dans le clip, durant les plans individuelles de chaque membre, celles-ci sont représentées en train d'effectuer des activités en solo, correspondant aux activités qu'elles avaient entrepris durant leur carrière :
- Taeyeon : Chanteuse solo
- Sunny : Sur toutes les chaînes de télévision
- Tiffany : Dans un jet privé (représente ses activités aux États-Unis)
- Yuri : Mannequin
- Hyoyeon : DJ
- Sooyoung : Actrice sur un tapis rouge
- Yoona : Actrice dans un studio de tournage
- Seohyun : Actrice (Comédie musicale)

Plusieurs clins d’œil à leurs précédents travaux sont visibles (poster du groupe lors de la promotion de Holiday Night, par exemple).

## Classement
| Chart (2022)                | Meilleure position |
| --------------------------- | ------------------ |
| Corée du Sud (Circle)       | 7                  |
| US Global 200 (Billboard)   | 67                 |
| Global Excl US (Billboard)  | 41                 |
| Australia Hitseekers (ARIA) | 17                 |
| Malaisie (Billboard)        | 8                  |
| Corée du Sud (Billboard)    | 3                  |
| Singapour (Billboard)       | 6                  |
| Hong Kong (Billboard)       | 13                 |

## Lien
Clip de Forever 1 : https://www.youtube.com/watch?v=Qpf26PtBXgo